# Lodine
Lodine är en ort och kommun i provinsen Nuoro i regionen Sardinien i Italien. Kommunen hade 331 invånare (2017).